# Carla Quevedo
Carla Quevedo (ur. 23 kwietnia 1988 w Buenos Aires) – argentyńska aktorka.

## Kariera
Quevedo zaczęła karierę w filmie Sekret jej oczu w reżyserii Juan José Campanella, laureata Oscara za najlepszy film nieanglojęzyczny. Zagrała Lilianę Coloto, zamordowaną dziewczynę, wokół której koncentruje się historia. W 2013 roku Quevedo zdobyła nagrodę dla najlepszej aktorki na HollyShorts Film Festival w Los Angeles i została nominowana przez Academia Argentina de Letras do nagrody Cóndor de Plata dla najlepszej nowej aktorki.
Jest także projektantką linii kostiumów kąpielowych La Belle Rebelle. Mieszka w Nowym Jorku i Buenos Aires.

## Filmografia
Filmy
| Rok  | Tytuł                     | Rola           | Uwagi       |
| ---- | ------------------------- | -------------- | ----------- |
| 2009 | Sekret jej oczu           | Liliana Coloto |             |
| 2012 | Terminations              | Helena         | krótkometr. |
| 2012 | Side Effects              | Alena          | krótkometr. |
| 2012 | Abril en Nueva York       | Valeria        |             |
| 2013 | Errata                    | Modelo         |             |
| 2013 | 20.000 Besos              | Luciana        |             |
| 2014 | Affluenza                 | Gail           |             |
| 2014 | Cyganeria                 | Bohemia        |             |
| 2015 | Pasaje de vida            | Diana          |             |
| 2016 | Jak to robią single       | Camille        |             |
| 2016 | Młodość w Oregonie        | Gilda          |             |
| 2017 | Severina                  | Severina       |             |
| 2019 | Fiesta Nibiru             | XXX            |             |
| 2019 | Crímenes Imposibles       | Viviana        |             |
| 2020 | Pamiętnik dla mojego syna | Joy            |             |

Telewizja
| Lata emisji | Tytuł                              | Rola              | Uwagi                  |
| ----------- | ---------------------------------- | ----------------- | ---------------------- |
| 2013–14     | Farsantes                          | Valeria Del Valle | 2 odc.                 |
| 2014        | Las 13 esposas de Wilson Fernández | Carolina          |                        |
| 2015        | Kto się odważy                     | Nay Noe           | miniserial, 6 odcinków |
| 2017        | Hipnotyzer                         | Abril             | 8 odc.                 |
| 2017        | El Maestro                         | Luisa Galarza     | 13 odc.                |
| 2019        | Monzón                             | Alicia Muñiz      | 13 odc.                |
| 2020        | Manual de Supervivencia            | Dolores           | miniserial, 1 odc.     |

Teatr
| Rok  | Tytuł         | Rola  | Uwagi                         |
| ---- | ------------- | ----- | ----------------------------- |
| 2013 | Parque Lezama | Laura | Lyceum Theatre (Buenos Aires) |